# Truplaya fumipes
Truplaya fumipes är en tvåvingeart som först beskrevs av Enrico Adelelmo Brunetti 1912.  Truplaya fumipes ingår i släktet Truplaya och familjen platthornsmyggor.
Artens utbredningsområde är Sri Lanka. Inga underarter finns listade i Catalogue of Life.